# Pozon
Der Pozon ist ein kleiner Fluss in Frankreich, der in der Region Centre-Val de Loire verläuft. Er entspringt im südlichen Gemeindegebiet von Vatan, entwässert generell Richtung Nordnordost und mündet nach rund 18 Kilometern im Gemeindegebiet von Saint-Outrille als linker Nebenfluss in den Fouzon. Auf seinem Weg tangiert der Pozon die Départements Indre und Cher. Im Oberlauf quert er die Autobahn A20.

## Orte am Fluss
(Reihenfolge in Fließrichtung)
- Le Mez, Gemeinde Vatan
- Fontbon, Gemeinde La Chapelle-Saint-Laurian
- Vatan
- Saint-Florentin
- Reboursin
- Graçay
- Saint-Outrille